# Músculs glutis

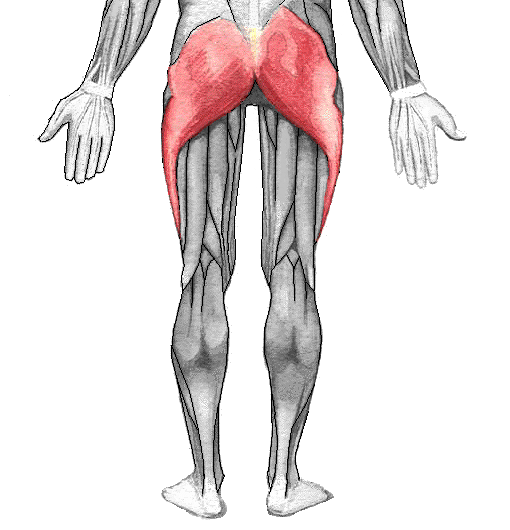
Múscul gluti major

Els músculs glutis són un grup de quatre músculs, tres dels quals formen les natges: el gluti major, gluti mitjà i gluti menor. El quart i el més petit dels músculs és el tensor de la fàscia lata, que es troba en posició anterior i lateral a la resta.
El gluti major és el més gran dels músculs glutis i un dels músculs més forts del cos humà. S'insereix en el costat iliotibial i la tuberositat glútia del fèmur. La seva acció consisteix a ampliar i girar lateralment el maluc i, també, per l'extensió del tronc i la cuixa.
La major part de la massa muscular dels glutis contribueix només parcialment a la forma de les natges. L'altre factor important és la del pannicle adipós dels glutis, teixit cel·lular subcutani. la qual cosa està molt ben desenvolupada en aquesta àrea i dona a la natja la seva característica forma arrodonida. Tot i que el gruix i la tonificació dels músculs glutis es pot millorar amb l'exercici, és la disposició del pannicle adipós la responsable del cul flàccid.